# Bernardino Gatti

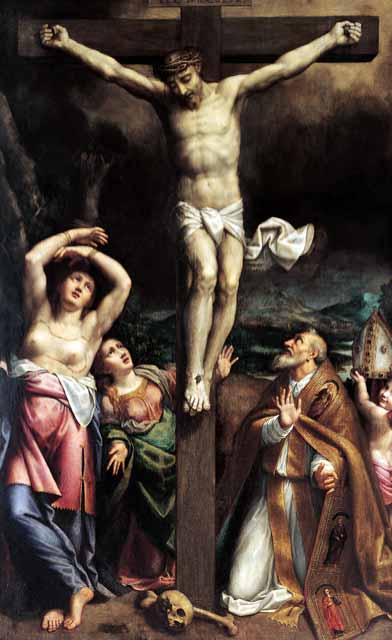
Crucifixión con santos, Catedral de Parma.

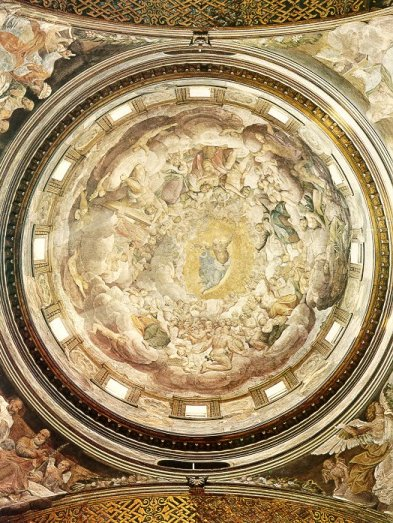
Asunción de la Virgen, cúpula de la Steccata, Parma.

Bernardino Gatti, también conocido como Il Sojaro (Pavía, c. 1495 - Cremona, 22 de febrero de 1576), pintor italiano del Renacimiento, activo principalmente en Parma y Cremona.
Sus primeros trabajos documentados revelan un conocimiento de la obra de Correggio y de la corriente clasicista liderada por Rafael y Giulio Romano. Con el tiempo persistió con fuerza la influencia de la Escuela de Parma en su estilo, pero con infiltraciones del arte lombardo.
Su obra más lograda es el gran fresco con la Multiplicación de los Panes y los Peces (San Pietro al Po, Cremona, 1552), donde la influencia correggiesca es solo una pátina que cubre un espíritu más cercano a lo lombardo, de un realismo detallista.
Posteriormente se hará evidente un intento de acercamiento al manierismo imperante (Ascensión de Cristo, San Segismondo, 1553), bebiendo directamente del arte del Pordenone.
Entre 1560 y 1572 trabajó en la decoración de la cúpula del Duomo de la Steccata (Parma), con la ayuda de diversos ayudantes, entre ellos el germano Bartholomeus Spranger.
Gatti nunca logró asimilar totalmente los principios del manierismo, siendo típico de su obra una esclerotización de las formas y una falta de ritmo en el movimiento de sus figuras.

## Obras destacadas
- Resurrección (1529, Catedral de Cremona)
- Virgen del Rosario (1531, Catedral de Pavía)
- Resurrección con la Virgen y San Juan Bautista (1534-35, Duomo de Vigevano)
- Última Cena (1534-35, Duomo de Vigevano)
- San Jorge mata al dragón (1543, Santa Maria di Campagna, Piacenza)
- Escenas de la Vida de la Virgen (1543, Santa Maria di Campagna, Piacenza)
- Multiplicación de los panes y los peces (1552, San Pietro al Po, Cremona)
- Ascensión de Cristo (1553, San Segismondo)
- Crucifixión (Municipio di Piacenza)
- Asunción de la Virgen (1560-72, Santa Maria della Steccata, Parma)
- Crucifixión con María Magdalena, Santa Agüeda, San Bernardo degli Uberti y un ángel (1566-74, Cappella de Sant'Agata en el Duomo de Parma)
- Coronación de la Virgen con los santos Benito y Bernardo (1572, abadía de Chiaravalle, Milán)
- Virgen de la Asunción (1572, Catedral de Cremona)